# Provincia di Mariscal Luzuriaga
La provincia di Mariscal Luzuriaga è una provincia del Perù, situata nella regione di Ancash.

## Geografia antropica

### Suddivisioni amministrative
È divisa in otto distretti:
- Piscobamba
- Casca
- Eleazar Guzmán Barrón
- Fidel OIivas Escudero
- Llama
- Llumpa
- Lucma
- Musga